# Teknikåret 2002

## Händelser

### Mars
- 14 mars - Professor Kevin Warwick kollpar vid ett experiment delar av sitt nervsystem till en dator.[1]

### Juni
- 30 juni – USA:s nya patriotlag låter FBI bryta sig in och installera övervakningsdosor i hemdatorer utan brottsmisstanke. Dessutom har man rätt att läsa privat e-post samt granska personers låneregister på bibliotek. Både republikaner och demokrater godkänner den nya lagen.[2]

### Juli
- 25 juli – Finländska telekomföretaget Sonera, som skall gå samman med svenska Telia, avblåser sin tyska satsning på 3G då tekniken ännu inte är färdig.[2]

### Augusti
- Augusti - Var fjärde anställd i USA tillbringar motsvarande en hel arbetsdag per vecka med att surfa på icke-arbetsrelaterade webbplatser.[2]
- 6 augusti – Orange ansöker om att få skjuta upp utbyggnaden av nya mobiltelefonnät från sent 2003 till sent 2006 samt att få sänka täckningsgraden från 8,86 till 8,3 miljoner personer.[2]
- 26 augusti – EU tillåter teleoperatörer i Tyskland och Storbritannien att samarbeta kring utbyggnaden av de nya 3G-näten.[2]

### December
- 19 december – Orange drar sig ur den svenska mobilvmarknaden, avstår licensen och säger upp samtliga 234 anställda.[2]

## Utmärkelser
- Lawrence Lessig tilldelas Award for the Advancement of Free Software

## Avlidna
- 26 september - Nils Bohlin, uppfinnare av trepunktsbältet